# Tjistopol
Tjistopol (ryska Чи́стополь, tatariska Чистай/Çistay) är en stad i Tatarstan i Ryssland. Folkmängden uppgår till cirka 60 000 invånare.

## Kända personer från Tjistopol
- Aleksandr Butlerov (1828–1886), kemist
- Sofija Gubajdulina (1931–), tonsättare